# رئيس مجلس البلدية
رئيس مجلس البلدية أو (باللغة البرتغالية: Presidente da Câmara Municipal) هو لقب عمدة البلدية في البرتغال وغيرها من الدول الناطقة باللغة البرتغالية. واللقب في البرازيل هو «رئيس البلدية» أو Prefeito.